# Parque nacional de Caparaó

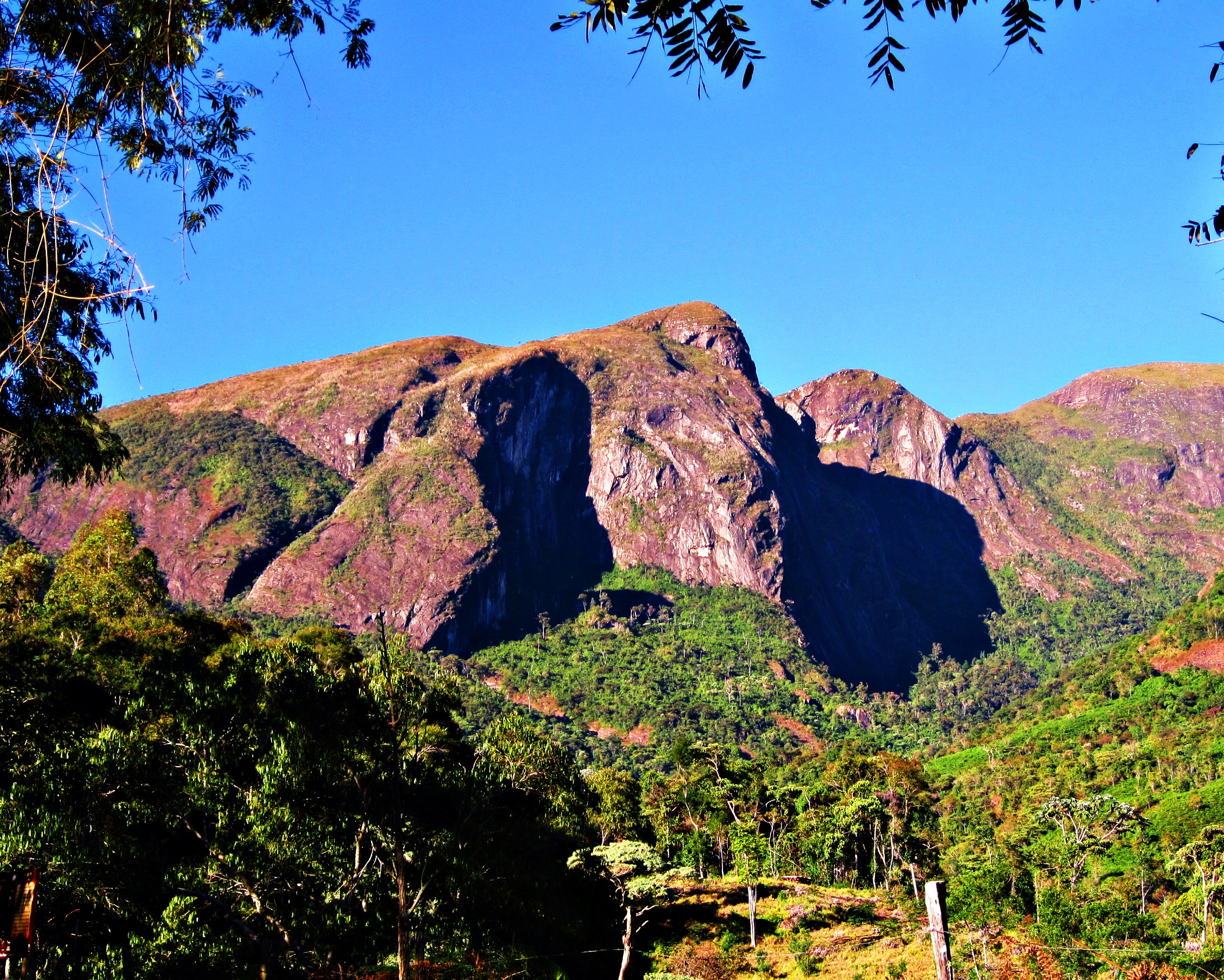
Formación rocosa llamada vista del "Rostro de Cristo" del lado minero de la montaña

El Parque Nacional do Caparaó se estableció en el 24 de mayo de 1961 por el Decreto Federal N.º 50646, firmado por el entonces presidente Janio Quadros. Alberga el tercer pico más alto del país, el Pico da Bandeira. Forma parte del conjunto de Parques nacionales de Brasil administrados por Instituto Chico Mendes para la Conservación de la Biodiversidad. El parque tiene 31.800 hectáreas.

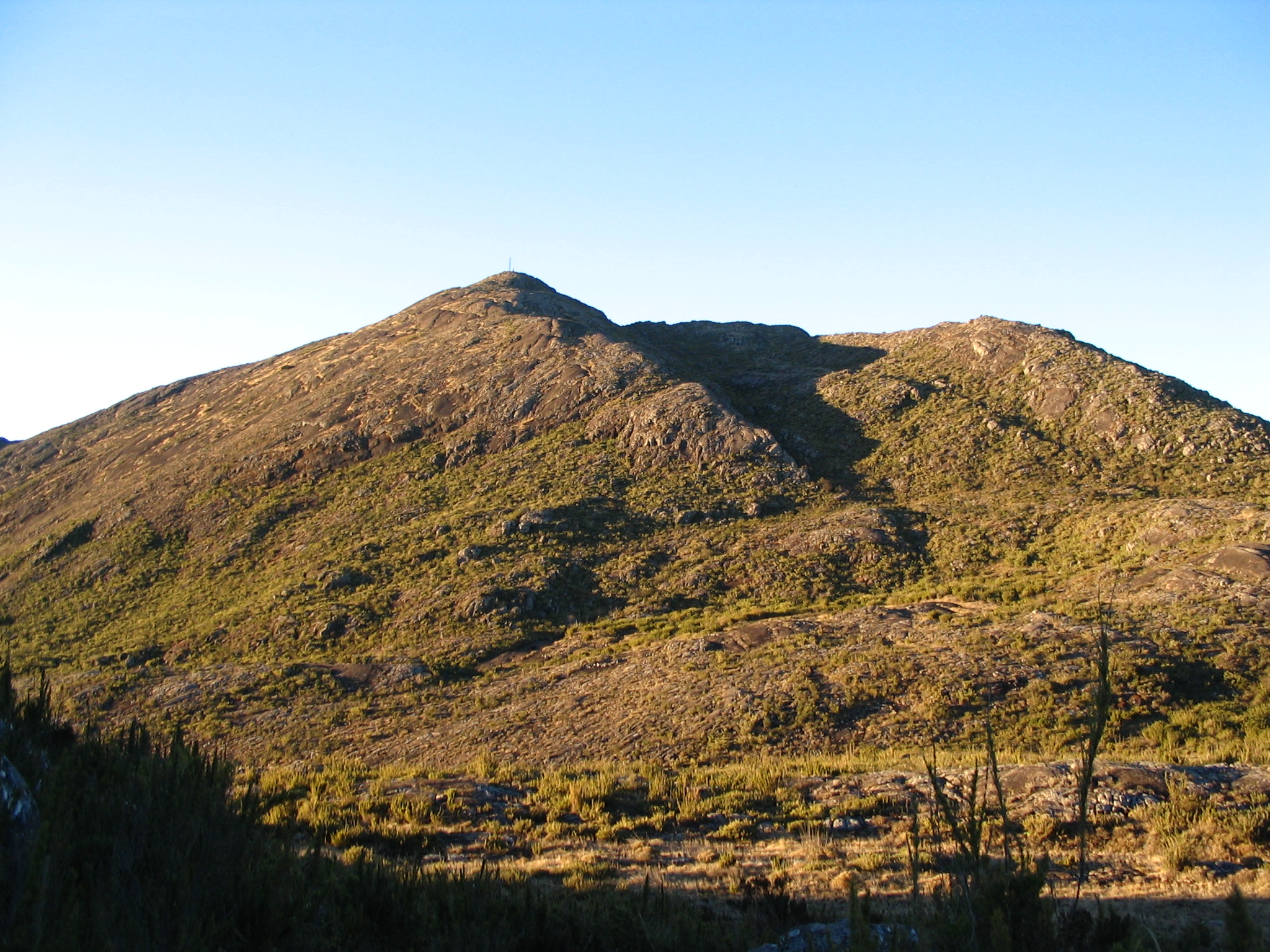
Pico da Bandeira principal atracción del parque

El parque está situado en la frontera entre los estados de Espírito Santo y Minas Gerais y ocupa siete ciudades en Espíritu Santo, y cuatro en la parte minera. Alrededor del 80% del parque está en el estado de Espírito Santo. Los picos más altos se encuentran en la frontera entre los estados, destacando el Pico da Bandeira , con 2.892 metros, y el Pico do Calçado con 2.849 metros. El Pico Cristal, con 2.770 metros se encuentra exclusivamente en territorio minero. El parque también alberga otros picos, de menor tamaño, pero también de altitudes considerables, como el Morro da Cruz do Negro (2.658 metros), el Pico da Pedra Roxa (2649 metros), el Pico dos Cabritos ou do Tesouro (2.620 metros) el Pico do Tesourinho (2584 metros), y la Pedra Menina (2037 metros), todos en el estado de Espírito Santo.
Este parque es una de las áreas más importantes de la Mata Atlántica en el territorio de Espírito Santo, que además de que cubren gran parte de la Serra do Caparaó.